# L'orrore a Red Hook
L'orrore a Red Hook (The Horror at Red Hook) è un racconto horror dello scrittore statunitense Howard Phillips Lovecraft. Scritto nei primi due giorni dell'agosto 1925, fu pubblicato per la prima volta nel gennaio 1927 sulla rivista Weird Tales.

## Trama
Nel villaggio di Pascoag, nel Rhode Island, un robusto uomo ha una crisi isterica passando di fianco ad alcune case di mattoni. Urla, delira e corre via, per poi cadere a terra. Alcuni passanti lo soccorrono, ma egli rifiuta l’aiuto e, dopo aver accennato genericamente ad un suo esaurimento,  si allontana frettolosamente.
Il misterioso passante è Thomas Malone , poliziotto di 42 anni di origini irlandesi in congedo per malattia in una fattoria di Chepachet, vicina al luogo in cui è avvenuto il piccolo incidente. Un lungo flash back ci spiega l’origine dell’”esaurimento “  di questo agente, in servizio presso la stazione di polizia di Butler Street a Brooklyn. Il suo disturbo mentale era legato agli edifici di mattoni in cui egli aveva condotto la sua ultima operazione e, che gli erano stati ricordati da quelli simili di Pascoag. L’operazione di polizia cui aveva partecipato si era svolta nel degradato quartiere di Red Hook, dove Malone sosteneva che esistevano degli strani traffici legati non solo alla normale criminalità, ma anche a orrendi riti magici che coinvolgevano un gruppo di immigrati clandestini asiatici. Secondo Malone essi erano del Kurdistan, dove avevano abitato gli Yezidi, discendenti degli adoratori del diavolo persiani. Questi immigrati frequentavano una vecchia chiesa da cui venivano terribili musiche di tamburo, oppure si riunivano nel seminterrato di proprietà di Robert Suydam, un ricco anziano di origine olandese, che viveva semi-recluso in un'antica casa,  esperto di antiche leggende medievali e folklore europeo.
Questo personaggio aveva attirato l’attenzione del poliziotto anche perché   aveva cominciato a fare profezie assurde, evocare nomi diabolici e a frequentare apertamente loschi personaggi. Si aggirava come un barbone lontano dal suo rispettabile quartiere, dilapidando il denaro per l’acquisto di misteriosi libri antichi e pagando l’affitto, oltre che del seminterrato, anche di varie abitazioni di Red Hook dove alloggiava numerosi Yezidi. Così i parenti avevano cercato di farlo interdire legalmente, ma Suydam riesce ad essere considerato sano di mente dal tribunale asserendo che le sue strane frequentazioni sono dovute alla necessità di studiare le danze e i canti folkloristici. Ciò spiegherebbe le riunioni con gli stranieri e le musiche barbariche che echeggiano dagli edifici di sua proprietà. Ma i detective privati pagati dai parenti per indagare Suydam sollecitano la polizia di investigare. Il gruppo di Malone viene così  incaricato di individuare gli immigrati clandestini di Red Hook e consegnarli all’ufficio immigrazione.
Egli scopre che essi sono realmente degli yezidi, provenendo dal Kurdistan,  appartengono a un'organizzazione i cui capi, che non osano nominare, gli hanno promesso un enorme potere. Si conferma che essi vivono in appartamenti a spese di Suydam. A questo punto Malone interroga Suydam recandosi nella sua decorosa casa, dotata di una ricca biblioteca. Lo studioso  è molto sfuggente e infastidito e l’interrogatorio non fa ottenere alcun risultato al detective.
Poi Suydam ha un cambiamento: dimagrisce, si cura l’aspetto e l’abbigliamento e riprende a frequentare i parenti e la società perbene. Arriva a fidanzarsi con una giovane donna, sua lontana parente.  Nel frattempo, cominciano a verificarsi varie sparizioni di bambini. Malone viene mandato a ispezionare la vecchia chiesa per la segnalazione secondo la quale al suo interno sarebbe stato visto un bambino recentemente rapito. Malone trova la chiesa deserta, ma imbrattata da immagini blasfeme e da un inquietante incantesimo.
Suydam si sposa e parte in nave per il viaggio di nozze in Europa, ma appena in alto mare, i due sposi vengono misteriosamente uccisi nella loro cabina. I loro cadaveri presentano dei segni inspiegabili e in particolare Suydam è in condizioni spaventose. Tanto che, per evitare di indagare, il capitano della nave ed il medico consegnano i due cadaveri agli strani marinai di una barca che ha accostato la nave subito dopo il ritrovamento dei cadaveri.
La notizia della morte di Suydam suscita un clima di agitazione e confusione a Red Hook. La polizia, anche grazie ai suggerimenti di Malone, organizza una retata in grande stile. Nelle case dove abitano gli Yezidi gli agenti trovano uomini con tuniche e mitre, tracce di sangue e strani oggetti, così  cominciano ad arrestarli. Malone decide di recarsi nel sotterraneo di Suydam, sfonda la porta della cantina e qui scende in un enorme sotterraneo con archi di pietra e vari canali d’acqua. Il sotterraneo brulica di mostri ed esseri deformi, uomini e donne. Malone assiste a una specie di cerimonia in cui un essere fosforescente viene venerato dalla folla ripugnante che gli offre dei calici di sangue. Alla creatura viene portato un cadavere, nel quale Malone, con orrore, riconosce Suydam. Mentre la cerimonia demoniaca raggiunge il parossismo, le membra martoriate dello studioso prendono incredibilmente vita, pur essendo già in parte decomposte e si mettono a correre verso un piedistallo dorato. L’essere fosforescente lo segue, ma Suydam, o ciò che una volta lo era, riesce a raggiungere il manufatto e lo spinge verso il canale, dove esso crolla, inabissandosi. Istantaneamente la volta del sotterraneo crolla e Malone sviene.
L’epilogo è che Malone dubita di aver visto dei fatti reali e pensa di essere stato vittima di un incubo. Tuttavia, la sua mente è ormai sconvolta. Inoltre, molti elementi confermerebbero la veridicità della scena che lui ha visto. Gli edifici dove si svolgevano i riti sono crollati durante l’operazione di polizia, uccidendo agenti e Yezidi, il sotterraneo esiste realmente e viene scoperto in seguito che i canali che vi si trovavano erano collegati sia alla chiesa sconsacrata, sia alla casa di Suydam, sia al porto. Infatti la malavita e la setta la utilizzavano per vari traffici, tra cui quello dei liquori di contrabbando. Suydam gestiva infatti l’immigrazione illegale di vari stranieri, tra cui gli yezidi, che utilizzava per realizzare l’evocazione di varie divinità malvagie che esigevano continui sacrifici umani, infatti le sparizioni di persone e bambini nei quartieri vicini erano opera di questa banda di disperati. Il corpo di Suydam, inoltre, viene ritrovato proprio presso il canale sotterraneo, dove lo aveva visto Malone. Viene anche trovato l'organo da cui proveniva molto probabilmente l’inquietante musica che Malone sentiva spesso.

### Epilogo
Il poliziotto, definito un “sognatore dublinese” viene messo a riposo per consentirgli di curare il suo forte esaurimento nervoso. Le ossa di Suydam vengono tumulate senza troppa pubblicità e i suoi parenti fanno di tutto per far pensare all’opinione pubblica che egli fosse solo un bizzarro, ma innocuo, studioso di folklore.
Tuttavia, nel quartiere di Red Hook, nonostante il controllo della polizia e l’ostruzione dei canali sotterranei, ricomincia la segreta attività di loschi figuri stranieri che ripopolano il quartiere e sembra che il male si stia ancora annidando negli oscuri vicoli, dove un poliziotto, in un giro di ronda sente una vecchia megera che insegna una litania già vista sui sudici muri del covo di Suydam:  “O amico e compagno della notte, tu che ti rallegri dell’abbaiare dei cani e degli spargimenti di sangue, tu che cammini in mezzo alle ombre fra le tombe, che brami sangue e porti terrore ai mortali, Gorgo, Morgo, luna dalle mille facce, accetta con favore i nostri sacrifici!”

## Edizioni
- Gianni Pilo e Sebastiano Fusco (a cura di), Lovecraft - Tutti i romanzi e i racconti, 2ª edizione, Roma, Newton Compton Editori, settembre 2009, ISBN 978-88-541-1375-6.
- Gianni Pilo e Sebastiano Fusco (a cura di), La tomba e altri racconti dell'incubo, Roma, Newton Compton Editori, febbraio 2012, ISBN 978-88-541-3866-7
- Gianni Pilo (a cura di), La Casa Stregata, 2ª edizione, Roma, selezione Live, Newton Compton Editori, giugno 2013, ISBN 978-88-541-3452-2.
- Giuseppe Lippi (a cura di), Necronomicon, Milano, Mondadori, ottobre 2017,  ISBN 978-88-046-8256-1